# Гатіатуллін Шакір Юсупович
Шакір Юсупович Гатіатуллін (башк. Шакир Йосоп улы Ғәтиәтуллин; 1916—1972) — старший сержант Робітничо-селянської Червоної армії, учасник Другої світової війни, Герой Радянського Союзу (1944).

## Біографія
Шакір Гатіатуллін народився 21 вересня 1916 року в селі Мулліно (нині — в межі міста Октябрський в Башкортостані) в сім'ї селянина. Башкир. Здобув початкову освіту, працював у колгоспі, потім у конторі буріння № 1 тресту «Туймазабурнефть». У грудні 1941 року Гатіатуллін призваний на службу в Робітничо-селянську Червону армію Туймазинським районним військовим комісаріатом Башкирської АРСР. З 26 квітня 1942 року — на фронтах Другої світової війни. До вересня 1943 року гвардії старший сержант Гатіатуллін був помічником командира шабельного взводу 58-го гвардійського кавалерійського полку 16-ї гвардійської кавалерійської дивізії 7-го гвардійського кавалерійського корпусу 61-ї армії Центрального фронту. Відзначився під час битви за Дніпро.
27 вересня 1943 року Гатіатуллін одним з перших у своєму взводі переправився через Дніпро в районі села Нивки Брагінського району Гомельської області Білоруської РСР. В рукопашній сутичці взвод вибив противника з траншеї і закріпився на західному березі річки. Гатіатуллін за наказом командира взводу проповз через лінію ворожої оборони і знищив німецький кулеметний розрахунок, що обстрілював переправу вище за течією Дніпра. Відстрілюючись із захопленого кулемета, він успішно повернувся до своїх.
Указом Президії Верховної Ради СРСР від 15 січня 1944 року за зразкове виконання бойових завдань командування і проявлені мужність і героїзм у боях з німецькими загарбниками, гвардії старший сержант Шакір Гатіатуллін удостоєний високого звання Героя Радянського Союзу із врученням ордена Леніна і медалі «Золота Зірка» за номером 3011.
Також нагороджений орденом Червоної Зірки та низкою медалей.
Після закінчення війни Гатіатуллін демобілізований. Працював бурильником контори буріння № 1 «Туймазабурнефть», потім старшим механіком управління бурових робіт. Помер 21 липня 1972 року, похований у місті Октябрський.

## Пам'ять
Ім'ям Героя названа вулиця в селищі Мулліно, у сквері школи № 11 міста Октябрський встановлено його бюст.
У 2005 році в місті Туймази на алеї героїв на честь Героїв Радянського Союзу встановлено бюст Гатіатулліна Шакіра Юсуповича.